# Landes de Lanvaux
Les landes de Lanvaux (du nom de l'abbaye cistercienne Beatae Mariae de Landavalle) sont une région naturelle bien individualisée du département du Morbihan, appartenant au Massif armoricain. C'est un ensemble géographique dont l'aspect a évolué dans le temps en fonction des usages et de l'évolution des techniques de production. C'est notamment la modernisation de l'agriculture qui a contribué à des remaniements par la division des terrains communaux.

## Géographie

### Situation
Les landes de Lanvaux sont la continuation occidentale du sillon de Bretagne à l'ouest de la vallée de la Vilaine. Leur tracé a une direction sensiblement parallèle à la côte atlantique ; elles se développent sur une longueur d'une soixantaine de kilomètres.

### Hydrologie et topographie
Des rivières comme la Claie au nord, l'Arz au sud, ont creusé des sillons dans les roches tendres parallèles à la crête dont le sommet est aplati. Les landes de Lanvaux forment un escarpement qui constitue une limite naturelle entre l'intérieur du pays et les bas plateaux vannetais de la zone littorale. Elles culminent à 175 mètres à l'ouest de Colpo pour une altitude moyenne de 120 à 150 mètres au centre tectoniquement surélevé, mais seulement de 60 à 100 mètres à l'est.

### Géologie
Les landes de Lanvaux forment une crête rectiligne sur près de 70 km de long et 5 km de large. Elles s'étendent du pays forestier de Camors à l'ouest aux environs de Redon à l'est. Cette crête correspond à une bande de granito-gneiss, large de 3 à 5 kilomètres, qui va du coude du Blavet à l'ouest à la cluse de l'Oust, appelée l'Île-aux-Pies, située entre Glénac et Saint-Perreux, à l'est.
De nombreuses petites carrières d'extraction jalonnent les hauteurs : extraction de pierre ou de terre.

### Paysage

#### Définition selon l'Atlas des paysages du Morbihan
L'Atlas des paysages du Morbihan étend la définition des landes de Lanvaux bien au-delà de la crête centrale, nommée dans cet ouvrage « Monts de Lanvaux ». Les landes de Lanvaux y dessinent grossièrement un triangle dont les sommets sont occupés par Guer, Allaire et Baud. Cette vaste zone est subdivisée en huit unités paysagères, dont les deux situées au nord-est sont séparées des six autres par la vallée de l'Oust.
Son relief est marqué par une succession de crêtes globalement orientées est-ouest, ponctuée de vallées fluviales. Malgré la caractérisation d'unités paysagères plus réduite, le paysage des landes de Lanvaux demeure peu contrasté sur l'ensemble de son espace géographique. Ce paysage est marqué par de nombreux boisements, où dominent les conifères, davantage situés sur les crêtes, entrecoupés par des champs de cultures agricoles, davantage représentés dans les vallées. Les landes, qui ont donné leur nom au territoire, sont en revanche de moins en moins présentes sur le territoire, du fait de l'évolution des pratiques agricoles et de l'évolution des forêts.

#### Unités paysagères
Au nord-est, séparées par la vallée de l'Oust, se situent les unités des « Monts de Caro » et des « Campagnes de l'Aff ». À l'ouest, et du nord au sud, se rencontrent les unités suivantes :
- « Plateau de Plumelec » ;
- « Sillon du Tarun et de la Claie » ;
- « Monts de Lanvaux » ;
- « Sillon du Loc'h et de l'Arz » ;
- « Crêtes de Saint-Nolff » ;
- « Plateau de Questembert ».

### Végétation

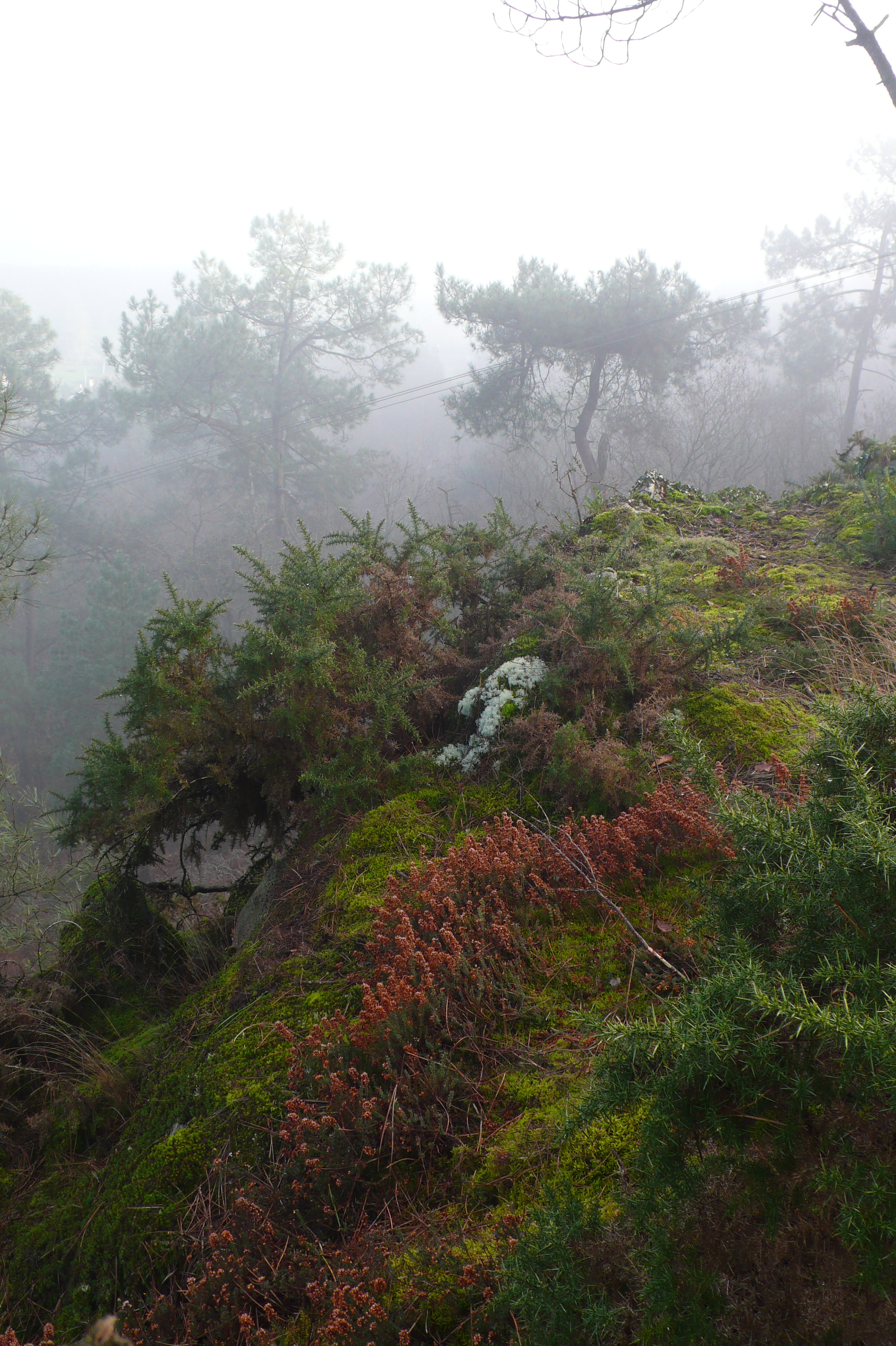
Le mont Hersé, à Saint-Congard.

Il s'agit d'un territoire de lande, c'est-à-dire un espace où la culture n'est pas majoritaire pour des raisons pédologiques, telles que l'acidité du sol. Ainsi, ce sont des terres incultes, ou bien des pâtures, des espaces boisés. En revanche, bien que non propices à l'agriculture, les terres de landes sont exploitées et modifiées par la cueillette, le ramassage, le pâturage. Toutes ces pratiques façonnent le paysage de la lande.
Dans leur partie centrale, les landes de Lanvaux ont gardé leur paysage traditionnel où dominent les genêts et les bruyères. Des boisements en résineux, la mise en culture récente de certaines terres ont changé l'aspect d'un pays autrefois pauvre et désolé.
Le terme de « landes » attribué à cette région désignait simplement de mauvaises terres, de moindre intérêt agronomique, considérées comme des contrées tristes et désolées, sans qualité paysagère et au statut d’une terre traditionnellement « à l’abandon ».

## Histoire

### Néolithique
L'aspect désolé traditionnel des landes de Lanvaux est peut-être l'héritage des défrichements néolithiques.
De nombreux mégalithes ponctuent les landes de Lanvaux et témoignent d'une fréquentation des lieux dès la Préhistoire. 

### Moyen Âge
La baronnie de Lanvaux est l'une des plus anciennes de Bretagne ; les seigneurs de Lanvaux siègent aux États de Bretagne. Un livre de Jean-Marie Guilloux publié en 1896 relate l'histoire de la baronnie de Lanvaux. Alain de Lanvaux est le premier baron de Lanvaux connu en 1138, mais la baronnie existait antérieurement. Il a fondé l'abbaye de Lanvaux dont les moines cisterciens ont contribué aux premiers défrichements. Les religieux ont le droit d'usage dans la forêt de Lanvaux, c'est un privilège qui leur est octroyé.
Dans le système social du Moyen Âge, toute terre appartient au seigneur mais les landes appartiennent aux réserves, c'est-à-dire à ce que le seigneur garde sous sa dépendance directe, tout comme le château, les marais, les cours d'eau et les bois qui sont libres d'accès et permettent d'y prélever du bois de chauffe, la glandée pour les porcs et le pâturage du bétail. Ce sont les bois et les landes qui constituent les communs.

### Époque moderne

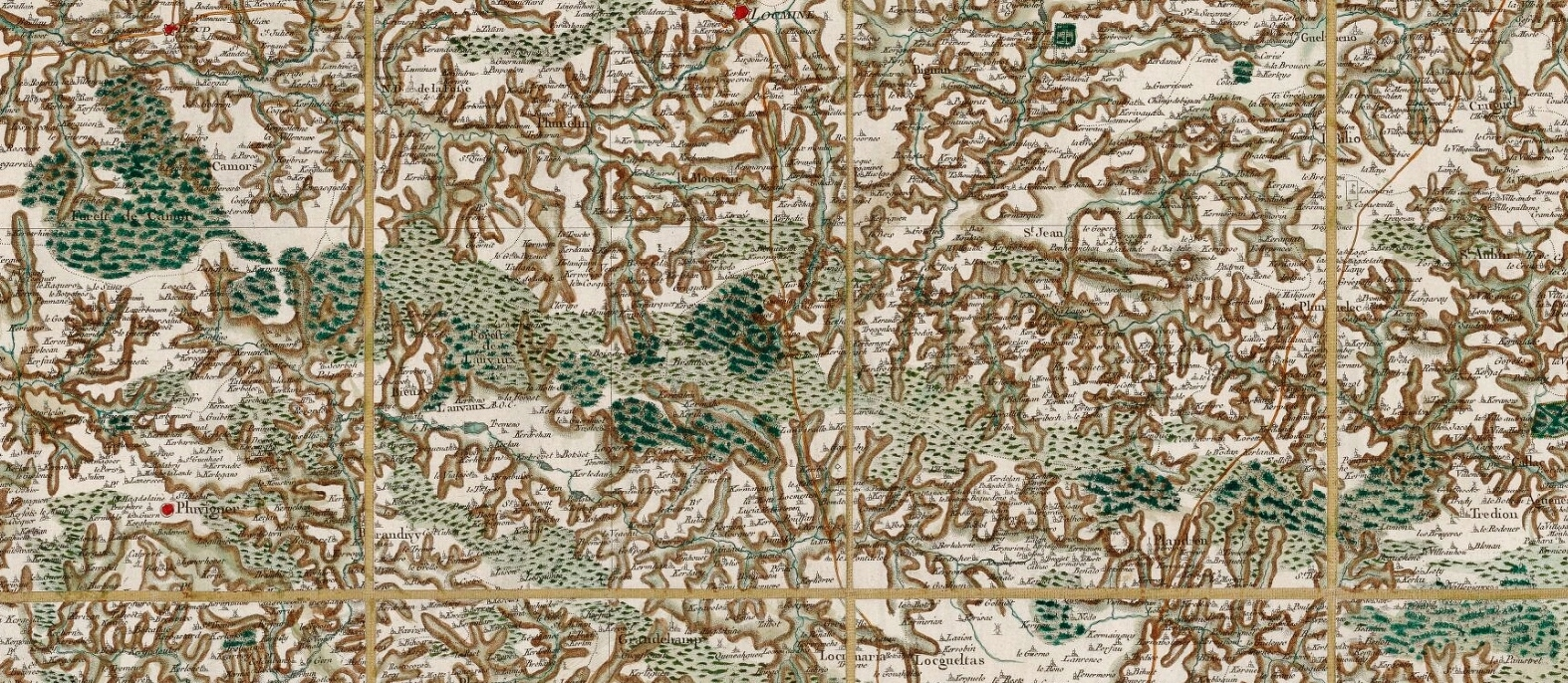
Les landes de Lanvaux à la fin du XVIIIe siècle (carte de Cassini).

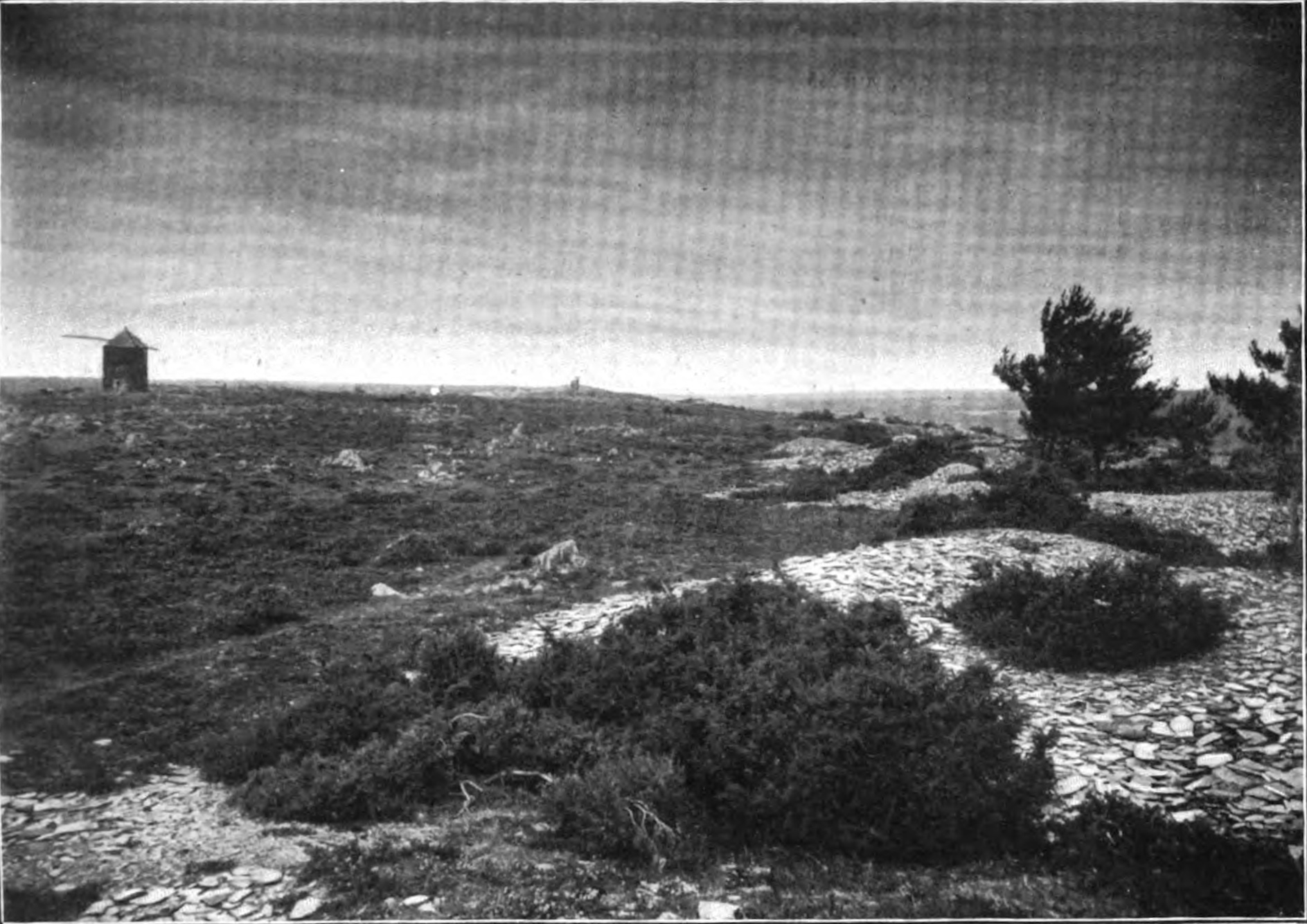
Les landes de Lanvaux, dans Le Tour du monde en 1904.

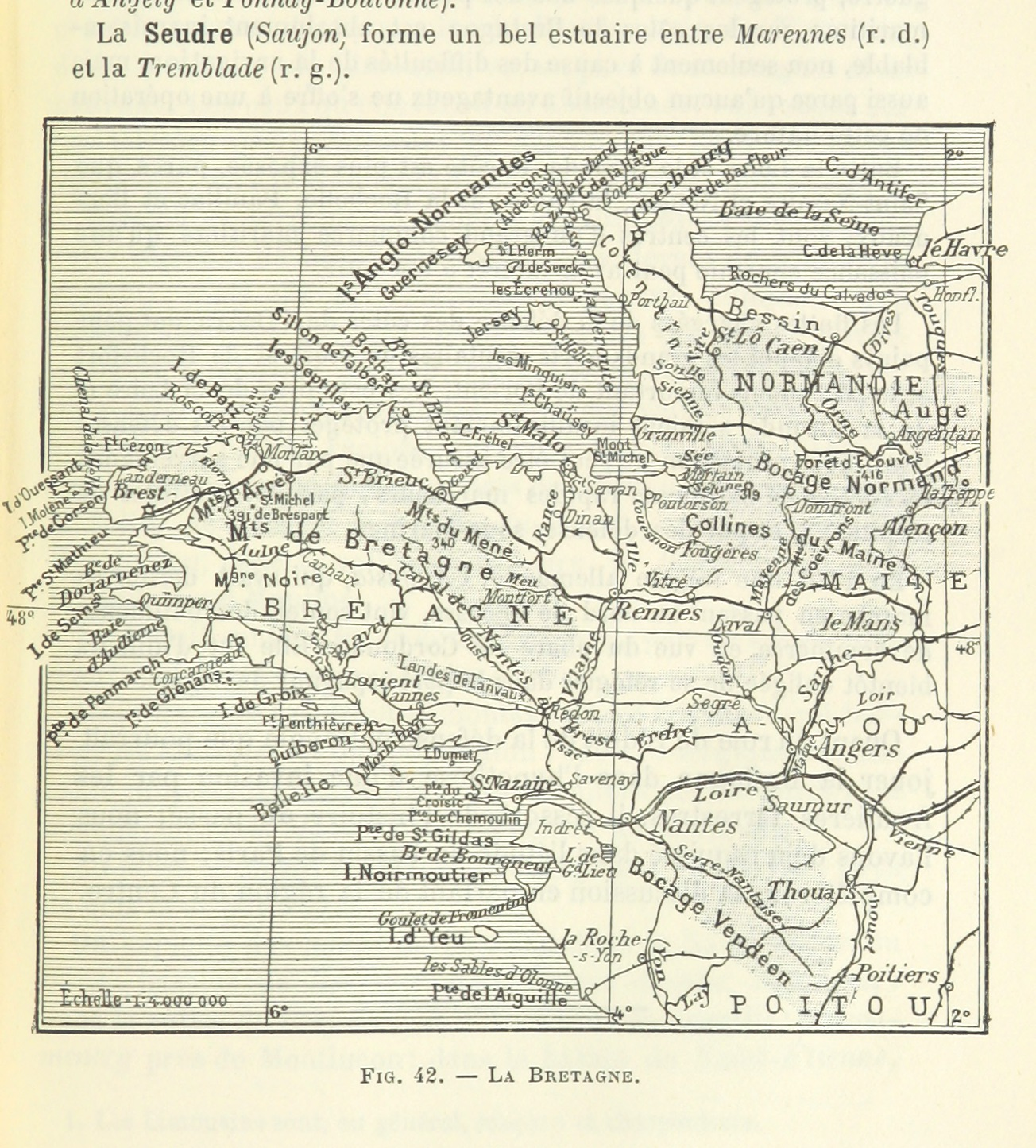
Les landes de Lanvaux indiquées sur une carte de 1883.

#### Le bois d'œuvre: construction navale
La surexploitation forestière est provoquée par les besoins de la construction navale vannetaise et lorientaise et aggravée par l'activité éphémère des forges de Lanvaux et Pontcallec.

#### Des terres communes: pâturage, cueillette et étrépage
Durant la période de l'Ancien Régime, les landes couvrent plus de la moitié du sol tandis que les terres cultivables sont rares et liées par des baux précis au seigneur. Les habitants ne peuvent pas aliéner les communs, tout partage en est interdit. En effet, la jouissance immémoriale des landes ne permet pas aux usagers de revendiquer un droit particulier d'après l'article 393 de la Coutume de Bretagne. De plus, les landes destinées à la pâture ne peuvent pas être défrichées. Une tolérance fait que le seigneur ne peut pas porter atteinte à l'usage des communs de sa seigneurie.
Les terres labourables sont donc utilisées par les paysans en échange de services rendus ou de rentes versées, tandis que l'élevage pour leur consommation personnelle dépend directement des terres communes. Les landes servent avant tout de pâturage. Mais c'est aussi un espace de récolte et de cueillette pour le bétail. Les bruyères, les fougères et les feuilles servent pour la litière. Les ajoncs, le genêt, le fragon, le houx, une fois hâchés, servent de fourrage. C'est la lande qui fournit l'essentiel des matières premières permettant l'élevage lorsque les paysans ne sont pas propriétaires de terres en quantité suffisante pour subvenir aux besoins des animaux.
L'étrépage est une pratique qui avait cours jusqu'à la modernité apporté par le modèle agricole breton des années 1950, aussi appelée étorpeu en gallo. L'activité consiste à arracher la surface des landes composée d'ajonc, principalement afin de constituer de la litière pour les animaux domestiques et former ainsi un engrais.

#### Disparition progressive des terrains indivis
L'afféagement des landes, qui consiste à taxer le droit d'entrée et d'usage, puis la céder à des roturiers, prend sa source au XVIIIe siècle alors que le roi tente de réduire le pouvoir des seigneurs locaux. Les afféagistes peuvent alors enclôre leur portion de lande. Cette situation provoque des débordements de paysans qui continuent par exemple à faire paitre leur bétail dans les parcelles afféagées, certains arrachent les bornes, comblent les fossés, abattent les haies. Certains s'en prennent directement aux biens du seigneur lui même, son château par exemple. 
Plusieurs lois tentent d'organiser la répartition des landes, jusqu'à ce que le système semi-collectif et extensif d'exploitation des landes soit remplacé par un système individuel pouvant être plus intensif. En 1858, les landes particulières représentent 560 000 parcelles, soit environ 249 000 ha. 
L'appropriation de milliers d'hectares de terrains vagues indivis aussi qualifiés de communaux, soutenu par l'administration préfectorale au nom du « progrès », souleva l'hostilité d'une bonne partie de la population locale qui craignait de perdre les droits d'usage des landes. Les partages, imposés, furent faits selon des critères variables selon les communes : à Molac, la famille de Sivry parvint à s'approprier les deux-tiers des communaux ; à Pleucadeuc, en 1868, un partage égalitaire en 450 lots de 1,95 ha prévalut ; à Pluherlin les terres furent partagées uniquement entre ceux qui payaient un certain montant d'impôts et proportionnellement aux biens possédés. 

#### Défrichement et développement des cultures fourragères
Les paysans ont commencé à réellement prendre part aux défrichements et mises en culture des landes lorsque cela était compensé par une amélioration des cultures fourragères. Mais cela était rendu possible par des évolutions techniques qui ont mis du temps à se mettre en place, car cela a induit un changement dans le modèle de production. Le défrichage des landes se faisait plutôt en hiver, deux ou trois personnes par ferme. L'opération commençait par l'étrépage, c'est-à-dire le prélèvement de la couche superficielle à l'aide d'une étrèpe. Puis le sol était labouré à la houe, à l'aide également d'une barre à mine pour en extraire les nombreuses pierres. Cette méthode permettait de défricher environ un are par journée. Ensuite était semé du froment ou du blé noir. 
Le défrichement s'est d'abord accéléré avec l'introduction des méthodes agronomiques nouvelles mises en place au sein des écoles supérieures d'agronomie qui se généralisent à la même période, notamment celle de Roville. Il s'agit de remplacer l'usage des landes en vaine pâture, par une culture plus systématique de fourrages (prairie permanente et choux fourrager) accompagnés d'amendements calcaires (chaux, moerle, sables calcaire). Ainsi les paysans deviennent moins dépendant des landes pour l'élevage du bétail. En 1733 les landes représentent 48 % des sols utilisés tandis qu'en 1955, leur utilisation tombe à 18 %.
Ce sont de grands propriétaires, nobles ou bourgeois, d'origine locale ou étrangère à la région, tels que l'agronome Jules Rieffel et Élisa Napoléone Baciocchi, qui ont contribué, dans la deuxième moitié du XIXe siècle à la transformation des landes de Lanvaux. Ils multiplièrent les plantations de pins alimentant les scieries locales et, plus encore, l'exportation de poteaux et de bois favorisées par les nouvelles lignes de chemins de fer (Ploërmel-Questembert, Pontivy-Auray). En même temps ils fondèrent de grandes exploitations d'un seul bloc autour d'une solide ferme de granite plus cossue que les fermes traditionnelles. Le progrès agricole a favorisé la croissance démographique : au début du XXe siècle on compte plus de 50 habitants au km² dans cette région de réputation sinistre.

### XXesiècle

#### La Belle Époque
Gustave Geffroy décrit les landes de Lanvaux en 1905 : « Aucun chemin n'y est tracé dans la longueur. Il faut aller au hasard par cette étendue rocheuse où se dresse de temps en temps un arbre rude, ou bien un moulin dont on entend le grincement d'ailes dans le silence de la solitude. Les ajoncs poussent parmi les débris de pierres. C'est un océan de verdure basse et sombre qui semble déferler jusqu'à l'horizon. C'est la sauvagerie d'une nature pauvre livrée à elle-même. C'est le désert. (...) La terre pierreuse est ici méchante, se refuse à l'homme, le convié à un combat inégal. Le sol se montre ravagé, garni de végétaux armés de griffes. (...) Pas de villages. Parfois une triste chaumière (...). Les gens sont rares. (...) Si les temps ne sont pas trop durs, si leur champ leur a donné quelque récolte, s'ils ont leur soupe au lard, leur pain, leurs pommes de terre, un peu de lait ou de cidre, une gaieté les anime (...). Quelles pensées riantes peuvent éclore en eux parmi ces quartiers de rocs, ces ajoncs et ces genêts, ces fondrières, ces bruyères rabougries, ces pauvres plantes (...) ».
En 1907 le journal L'Ouest-Éclair déplore l'arriération des pratiques agricoles dans la région : « Que de landes encore, du côté de Campénéac par exemple, et comme les paysans sont routiniers par là. À Malestroit c'est pis encore ; de Saint-Marcel au Roc-Saint-André, par Sérent, de Réminiac à Monterrein, par Caro, comptez les terrains incultes, à peine plantés de maigres sapins. (..) Pourquoi alors ces progrès si lents qui paraissent nuls ? Pourquoi le sol de Sérent ou de Ménéac ne produiraient-ils pas aussi bien que celui de Bréhan ? Ces terrains sont trop maigres, dira-t-on. (..) La faute n'est pas à la terre, elle n'est pas plus au manque de bras, elle est au manque d'initiative, au manque d'influences compétentes ».

#### Seconde Guerre mondiale
L'occupation allemande, la collaboration et la Résistance dans les landes de Lanvaux pendant la Seconde Guerre mondiale est décrite par l'historien Olivier Porteau.
Ces paysages de landes pauvres, dominées par les genêts et les bruyères, parsemées de multiples blocs granitiques et de nombreux espaces boisés mais offrant aussi en raison de leur altitude des perspectives visuelles très dégagées, sont un milieu propice à des actions de guérilla ; cela avait déjà été le cas lors de la Chouannerie où ce fut le repaire du chef chouan Pierre Guillemot ; en 1943-1944 ce fut le site principal de la Résistance morbihannaise, qui y implanta des maquis, des caches d’armes et des zones de parachutage.

#### Lutte contre les incendies
La biodiversité est menacée par les incendies : entre le 26 et le 30 juin 1976 un front de feu large d'un kilomètre et demi, bien que combattu par plus d'un millier d'hommes et quatre Canadairs (les bourgs de Molac et Le Cours sont sauvés de justesse par l’intervention des Canadairs venus de Marignane et par la mobilisation de la population, principalement les agriculteurs), réduit en cendres près de 4 000 hectares dans les landes de Lanvaux. C'est à la suite de cet incendie et d'autres qui ont frappé le Morbihan en 1976 que le Service départemental d’incendie et de secours (SDIS) est mis en place en 1977.

## Activités

### Tourisme
De nombreux villages ont un intérêt touristique : Plescop, Saint-Avé, Saint-Nolff, Plaudren, Grand-Champ, Locmaria-Grand-Champ, Treffléan, Sulniac, Brandivy, Colpo, Elven, Trédion, Locqueltas, Monterblanc, Meucon, Moustoir-Ac, etc.[réf. souhaitée]

### Protection environnementale
Les landes de Lanvaux constituent une zone naturelle d'intérêt écologique, faunistique et floristique, c'est-à-dire qu'il s'agit d'un site avec une diversité écologique, abritant une biodiversité patrimoniale.

## Dans la culture
La Lande de Lanvaur [Lanvaux] ou Légende du pommier de Coëtdelo est un conte, transcrit par le docteur Alfred Fouquet, qui raconte que saint Pierre et saint Paul, « qui voyageaient sur la terre pour voir comment allait le monde » arrivent sous une pluie battante à un village situé entre Molac et Pleucadeuc et se voient refuser l'hospitalité par Richard, l'homme le plus riche du hameau et par contre sont bien accueillis par le bonhomme Misère dans sa pauvre cabane,.